# Sympycnus campbelli
Sympycnus campbelli är en tvåvingeart som beskrevs av Octave Parent 1933. Sympycnus campbelli ingår i släktet Sympycnus och familjen styltflugor. Inga underarter finns listade i Catalogue of Life.